# 小野寺佑奈
小野寺 佑奈（おのでら ゆうな、2002年3月24日 - ）は、日本の女子バスケットボール選手である。ポジションはポイントガード。Wリーグのトヨタ自動車アンテロープス所属。

## 来歴
北海道出身。
清田中学校でジュニアオールスター・全中ベスト8となり、開志国際高校を経て日体大に進み、インカレベスト8を経験。
2023年12月、トヨタ自動車アンテロープスにアーリーエントリーとして加入。